# Coupe du Zaïre de football 1971
Navigation
Championnat national 1970 Coupe du Zaïre de football 1972-1973
La saison 1971 du Championnat du Zaire de football est la onzième édition de la première division au Zaïre. La compétition rassemble les meilleures équipes du pays.

## Compétition

### Finale
Finale considérée comme le premier sacre du Victoria Club car en 1970 la compétition était inachevée.

Le 27 octobre 1971, le pays devient le Zaïre, à la suite de la zaïrianisation faite par le président Mobutu.
| Entraîneur :   |
| Yvon Kalambayi |

| Entraîneur :   |
| Yvon Kalambayi |

| Entraîneur :   |
| Yvon Kalambayi |

| Entraîneur :   |
| Yvon Kalambayi |